# NGC 2401
NGC 2401 (również OCL 588) – gromada otwarta znajdująca się w gwiazdozbiorze Rufy. Odkrył ją William Herschel 8 marca 1793 roku. Jest położona w odległości ok. 19,2 tys. lat świetlnych od Słońca.